# Патрик Менсон
Сер Патрик Менсон (енгл. Sir Patrick Manson; Олдмелдрум, 3. октобар 1844 — Лондон, 9. април 1922) је био шкотски лекар који је заслужан за важна открића у паразитологији и оснивач тропске медицине.

## Живот и дело
Патрик Менсон се родио 3. октобра 1844. у Олдмелдруму, Абердиншир у Шкотској као други син Јована Менсона и Јелисавете, рођене Блеки. Дипломирао је 1865. медицину на Универзитету у Абердину. Хирургију је магистрирао 1866. и исте године стекао звање доктора са свим законским правима.
Године 1866, Менсон је отпутовао на Формозу, као медицински официр кинеске царске поморске царине. Тако је почела његова доживотна повезаност са тропима и тропским болестима. Након пет година проведених на Формози, Менсон је премештен у Сјамен (некада Amoy) у Кини, где је живео и радио наредних тринаест година. На овом простору био је задужен за рад болнице за поморце и друге мисионарске болнице.
Обављање лекарске професије на овим просторима није био нимало лак посао за европске лекаре, али упорни Менсон поступно и упорно освојио је поверење локалног становништва. Поред обављања лекарске праксе, која је захтевала пуно хируршког рада и безброј изведених операција, Менсон је посветио све своје слободно време, својој великој страсти, гледању живог света кроз микроскоп и истраживању филаријезе и других узрочника тропских болести.
Филаријаза која изазива елефантијазу, у то време је била веома распрострањена болест, међу Менсоновим пацијентима у Сјамену. Необичном игром судбине, успео је да убеди локално становништво о значају правовременог лечења ове болести. Тако је током више година, велики број људи који су боловали од елефантијазе дошао на лечење и операцију код др Менсона.
Менсон је радио „сам у најзабитијем делу света“ далеко од актуелних медицинских информација и размене мишљења на научним скуповима. Зато се 1875, Менсон вратио у Енглеску да научи што више о елефантијази и хилурији. Ту је доживео разочарење јер је утврдио да не постоји школа и литератрура у Лондону која пружа било какав увид у ову болест. Ту празнину без сумње је требало надопунити новим истраживањима. По препоруци Тимотија Луиса Менсон је у потрази за новим сазнањима отишао у Британски музеј где је имао прилике да се упозна са ваљкастим црвом из реда (лат. Filariidae), (лат. Filaria sanguinis hominis), кога је Луис открио у крви у урину болесника са хилуријом у Калкути, Индија.
У току свог плодоносног живота Менсон не само да је објавио већи број оригиналних открића из паразитологије и хелминтологије, већ је пружао и неуморну подршку и охрабрење свом вршњаку на сличном пољу истраживања, др Роналду Росу,(који се бавио истраживањем путева преноса маларије).
„Иако се Рос не би сложио, медицински историчари данас су категорични да му Нобелове награде за откриће вектора маларије не би била додељена без помоћи Менсона. Кад год су надређени „ометали“ Роса, ту је био Менсон да му помогне. Стално је долазило до размене идеја између два човека, прво у директним контактима а затим у писмима. Менсон му је стално предлагао нове приступе и подстрекивао је Роса када је он постајао депресиван.“...„Зато је господин Патрик Менсон с правом називан оцем тропске медицине.“
Менсон је целог живота боловао од гихта и на крају је од компликација ове болести умро 9. априла 1922.

## Признања и награде
За живота Сер Патрик Менсон добио је више престижних признања за изузетне доприносе медицини. А ти доприноси су били не само у истраживању филаријазе, паразитских болести црва код паса, већ и у открићу апсцеса јетре, кожних болести (као што су контагиозни пемфигус и тинеа), анкилостомиазе, калаазара, трипанозомијазе, шистостомијазе, тифуса, дифтерије, вакцине против великих богиња, лепре, куге, денге, „бери-берија“, и спруа.
- 1900. Менсон је изабран у Краљевско друштво Енглеске,
- 1902. додељена му је Фотерџилова златна медаље (енгл. Fothergill gold medal),
- 1903. и 1912. проглашен је витезом и додељени су му ордени (енгл. Order of St Michael and St George),
- 1904. проглашен је за почасног доктора наука Универзитета у Оксфорду и
- 1907. изабран је за првог председник Краљевског друштва за тропску медицину и хигијену.